# Zamoszje (mijanka)
Zamoszje (ros. Замошье) – mijanka i przystanek kolejowy w pobliżu miejscowości Korobki, w rejonie zapadnodwińskim, w obwodzie twerskim, w Rosji. Położona jest na linii Moskwa - Siebież.